# Spiromimus univirgatus
Spiromimus univirgatus är en mångfotingart som beskrevs av Henri Saussure och Leo Zehntner 1901. Spiromimus univirgatus ingår i släktet Spiromimus och familjen Pachybolidae. Inga underarter finns listade i Catalogue of Life.